# Preç Zogaj
Preç Gjon Zogaj (ur. 5 grudnia 1957 w Manatii k. Lezhy) – albański prozaik, poeta i polityk.

## Życiorys
Ukończył studia z zakresu literatury i języka albańskiego na Uniwersytecie Tirańskim. Po ukończeniu studiów pracował w kooperatywie rolniczej, a następnie odbywał służbę wojskową. W latach 1981–1983 pracował jako nauczyciel, a następnie podjął pracę redaktora w czasopiśmie Zeri i Rinise. Pisał dla czasopism: Drita, Koha Jone, Shekulli, Republika, a także magazynów Nentori i Spekter. Pod koniec lat 80. pracował w wydawnictwie Naim Frashëri.
W 1990 był jedną z wiodących postaci w kształtującej się wówczas opozycji demokratycznej, współtworzył pierwsze czasopismo opozycyjne – Rilindja Demokratike. Został w tym czasie wybrany przewodniczącym Związku Dziennikarzy Albańskich. W wyborach 1991 uzyskał mandat deputowanego do parlamentu. W czerwcu 1991 objął stanowisko pierwszego niekomunistycznego ministra kultury, młodzieży i sportu. W 1992 wspólnie z Arbenem Imamim, Periklim Tetą i Gramozem Pashko przygotował dokument krytykujący autorytarny system kierowania partią przez Salego Berishę. Po usunięciu z partii w sierpniu 1992 zaczął tworzyć Partię Sojuszu Demokratycznego, w której objął stanowisko sekretarza generalnego. W 1999 pełnił funkcję doradcy prezydenta Albanii Rexhepa Mejdaniego. W 2000 przez krótki okres był ministrem bez teki w rządzie Ilira Mety. W parlamencie albańskim pełnił funkcję przewodniczącego Komisji Polityki Zagranicznej i Handlu.
Pierwsze swoje utwory publikował w 1991. W jego dorobku są zarówno tomiki poezji, eseje, jak również krótkie utwory prozą. Jego dzieła tłumaczono na język francuski i włoski. W 2015 wydał wspomnienia pt. „Fillimet” (Początki), poświęcone początkom jego działalności politycznej.

## Twórczość

### Poezja
- Qielli i gjithkujt (Wszystko jest niebem), Tirana 1991.
- Këmbësor në qiell, Tirana 1994.
- Kalimi (Przejście), Tirana 1999.
- Pas Erës së Re (Po nowej epoce), Tirana 2004.
- Gjalle une pashe, Tirana 2008.
- Nuk ndodh asgjë veç dashurisë (Nic się nie zdarza poza miłością), Tirana 2010.
- Ngjarje në tokë (Zdarzenie na ziemi), Tirana 2011
- Ushtrimet e melankolisë, Tirana 2016.
- Një e tretë, dashuria, Tirana 2021.

### Proza
- Shetitorja (Promenada), Tirana 1990.
- Pa histori (Bez historii), Tirana 1993.
- Paradhoma e nje presidenti (Dom prezydenta), Tirana 2001.
- Kufiri (Granica), Tirana 2007
- Gjyshi i tmerrshëm, Tirana 2009.
- Tri novela, Tirana 2020.
- Bija e vjetër e nënës së re: novelë, Tirana 2022.

### Eseje
- Renia e zgjedhjeve, Tirana 1997.
- Finalja, Tirana 2004.
- Nga fillimi në fund: intuicionet e tranzicionit, Tirana 2018.

### Wspomnienia
- Nga hiri (Z losu), Tirana 2003.
- Të gjithë nëpër vendet e tyre, Tirana 2010.
- Fillimet (Początki), Tirana 2015.